# Fête de la Musique

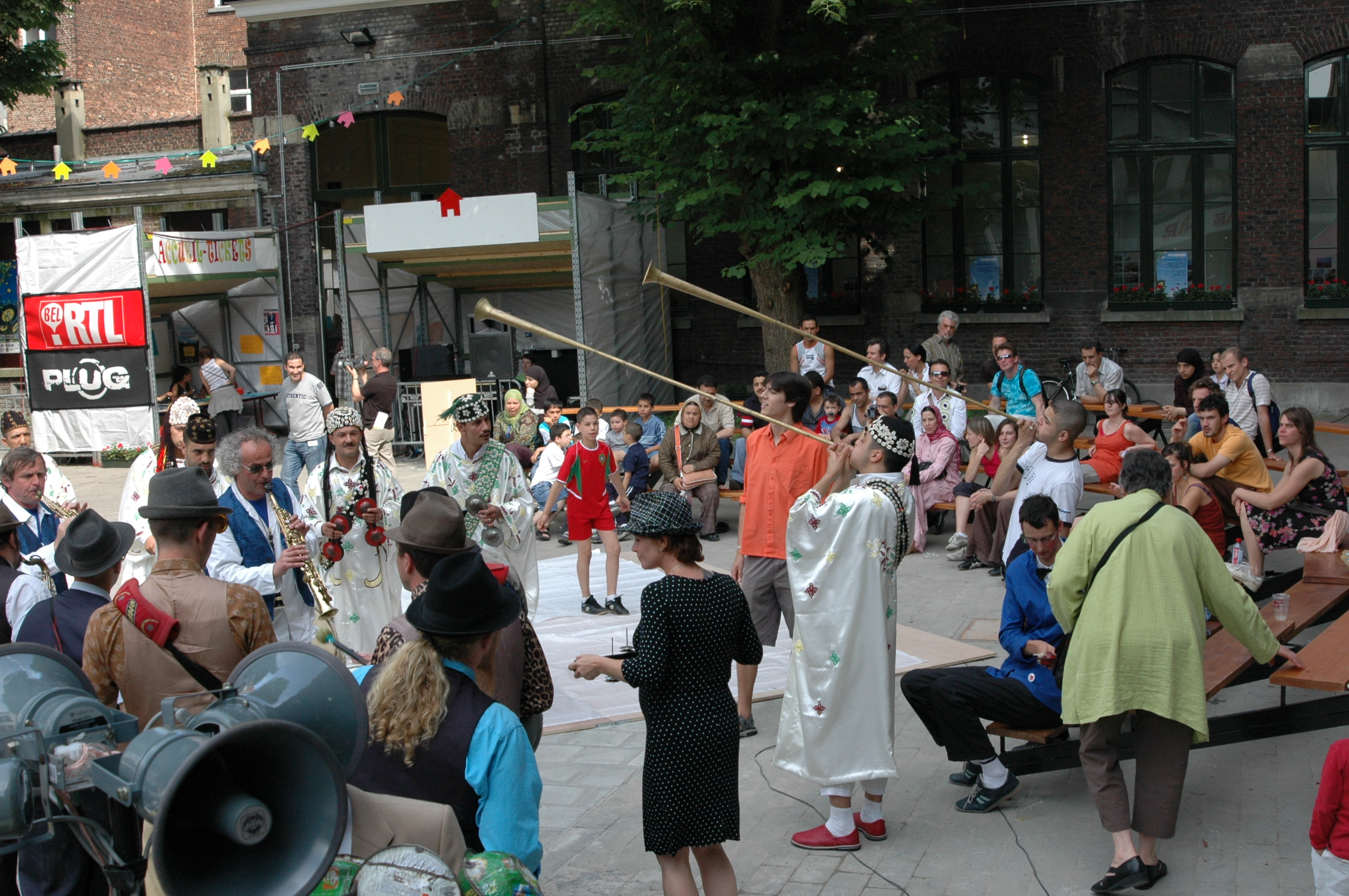

Fête de la Musique (с фр. — «Праздник музыки», встречается также под названием «День музыки», «The World Music Day») — музыкальный фестиваль, который ежегодно проводится 21 июня в день солнцестояния и направлен на популяризацию музыки среди населения.

## История Fête de la Musique
Первоначально «Праздник Музыки» был организован в 1982 году в Париже по инициативе министра культуры Франции Жака Ланга. За более чем тридцатилетнюю историю фестиваль вышел за национальные границы и стал мировым событием в области музыки. В настоящее время более 100 государств и 340 городов по всему миру каждый год в конце июня проводят живые выступления в рамках «Fête de la Musique».

## Особенности Fête de la Musique
Основными характерными чертами «Fête de la Musique» являются бесплатные выступления профессионалов и любителей на одной сцене. Все концерты в рамках фестиваля проводятся на открытом воздухе в парках, скверах и на площадях. Приветствуются спонтанные выступления музыкантов на улицах, что создаёт атмосферу праздника музыки.

## Fête de la Musique в России
В России «Fête de la Musique» впервые прошёл в 2011 году в городе Воронеже. По инициативе местных меломанов было организовано три сцены в центре города, где выступили музыканты из разных городов России, Украины и Германии. В 2012 году Посольство Франции в РФ в рамках федеральной программы «Праздник Музыки» организовало выступления французских музыкантов в 13 городах от Москвы до Владивостока.